# 王彧
王彧（1406年—？），字秉文，直隸大名府開州人，民籍。明朝政治人物。同進士出身。

## 生平
正統三年（1438年）戊午科順天府鄉試第六名。正統四年（1439年）己未科會試第七十六名，殿試登進士第三甲第四十五名。

## 家族
曾祖王元善，曾任元任河中府同知。祖父王輔。父亲王勉。